# Podział administracyjny Kościoła katolickiego w Kazachstanie
Podział administracyjny Kościoła katolickiego w Kazachstanie – w ramach Kościoła katolickiego w Kazachstanie funkcjonuje obecnie jedna metropolia, w skład której wchodzi jedna archidiecezja, dwie diecezje i administratura apostolska.

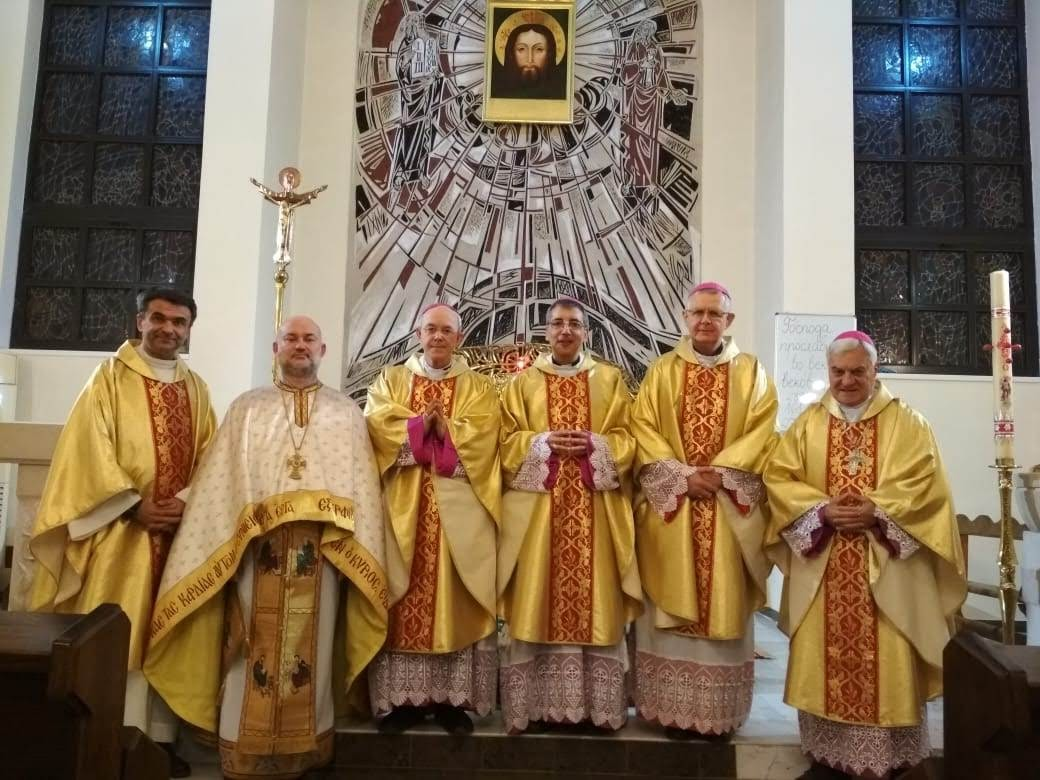
Konferencja Episkopatu Kazachstanu podczas obchodów 20-lecia istnienia Administratury Apostolskiej Atyrau – 13 listopada 2019. Od lewej: ks. Dariusz Buras; ks. Wasyl Howera; bp Athanasius Schneider; bp José Luís Mumbiela Sierra; abp Tomasz Peta; bp Adelio Dell’Oro

## Kościół katolicki obrządku łacińskiego (rzymskokatolicki)

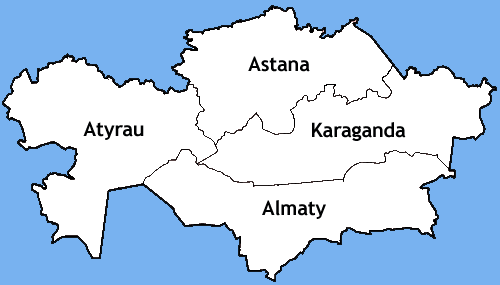
Granice diecezji rzymskokatolickich

Jednostki administracyjne Kościoła katolickiego obrządku łacińskiego w Kazachstanie obowiązujące od 17 maja 2003 roku bullą papieską „Ad aptius consulendum”.

### Metropolia Astana
- Archidiecezja Astana
- Diecezja Karagandy
- Diecezja Ałmaty
- Administratura apostolska Atyrau

## Kościół katolickiobrządku bizantyjsko-ukraińskiego(greckokatolicki)
Obecnie w Kazachstanie istnieje 6 wspólnot greckokatolickich.
1 czerwca 2019 papież Franciszek ustanowił Administraturę apostolską z siedzibą w Karagandzie dla wiernych katolickich obrządku bizantyjskiego, zwanego także Ukraińskim Kościołem Greckokatolickim, obejmującą swoim zasięgiem Kazachstan i kraje Azji Środkowej.
Jednocześnie Administratorem apostolskim dla wiernych obrządku bizantyjsko-ukraińskiego, papież mianował ks. mitrata Wasyla Howera – dotychczasowego duszpasterza i delegata Kongregacji ds. Kościołów Wschodnich dla wiernych greckokatolickich w Kazachstanie i Azji Środkowej.